# Azovska höglandet

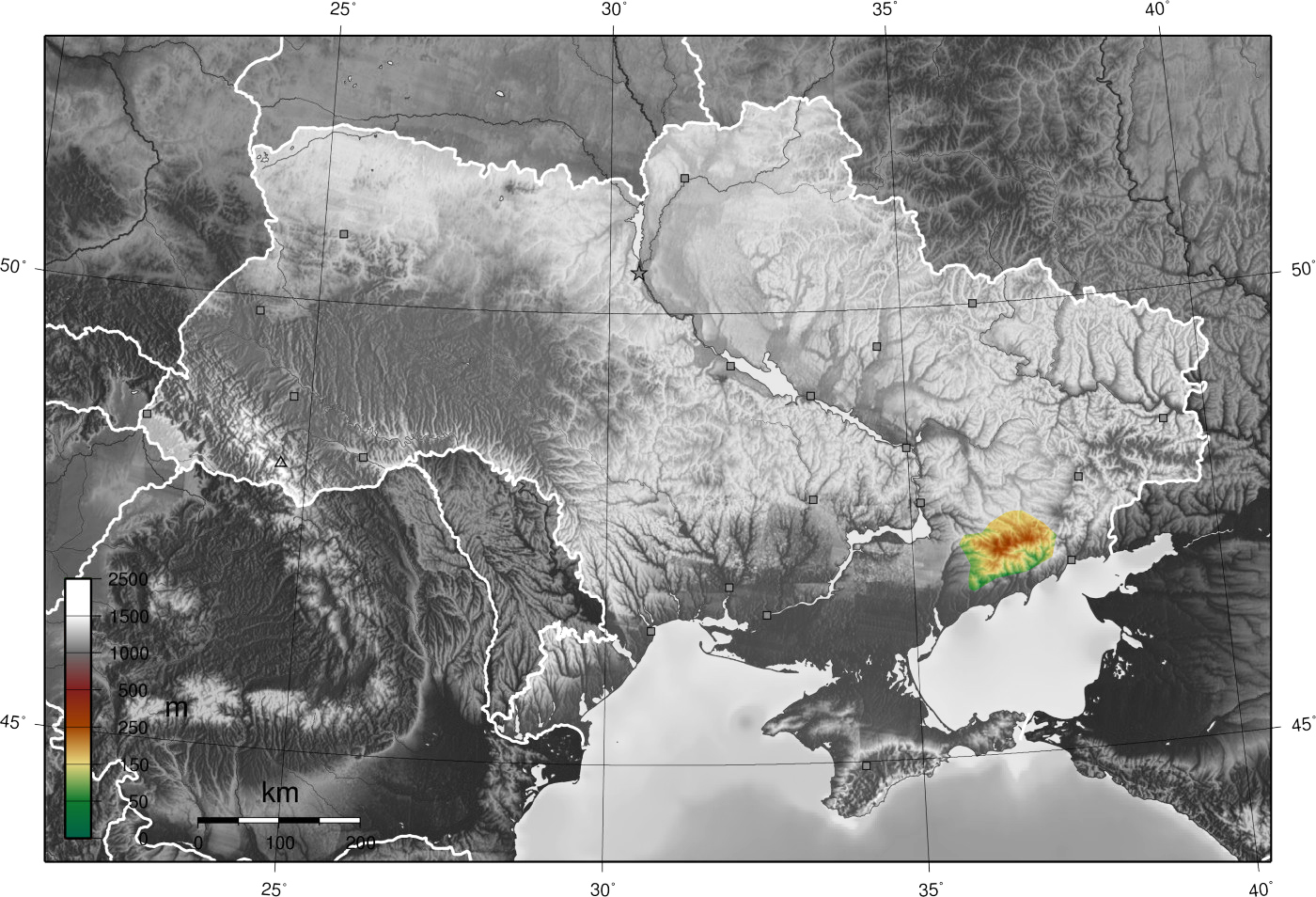
Azovska höglandets läge i Ukraina.

Azovska höglandet (ukrainska: Приазовська височина) är en bergig högplatå i Donetsk och Zaporizjzja oblast i sydöstra Ukraina norr om Azovska sjön. Platån är vattendelare mellan Dnepr och Azovska sjön och dess högsta punkt är den 324 meter höga toppen Belmak-Mohyla.

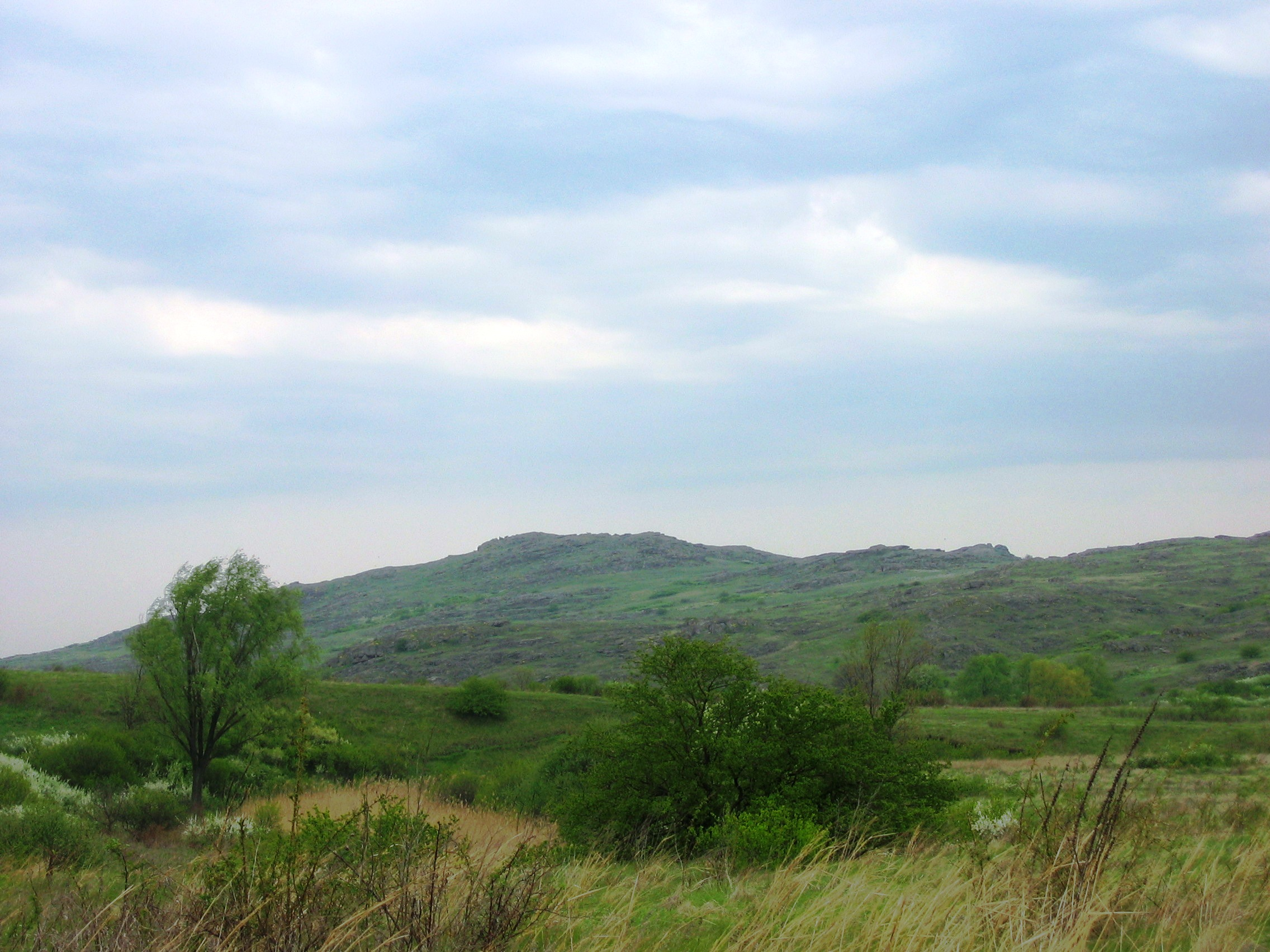
Naturskyddsområdet Kamiani Mohyly på Azovska höglandet.

Det azovska höglandet var tidigare en stäpp men numera är det till största delen jordbruksmark. Rester av den ursprungliga vegetationen är bevarade i naturskyddsområdet Kamiani Mohyly.